# Anne-Laure Jarnet
Pour les articles homonymes, voir Jarnet.
Anne-Laure Jarnet, née le 7 mars 1983 à Brest, est une comédienne et scénariste de bande dessinée française.

## Biographie
Cette section ne s'appuie pas, ou pas assez, sur des sources secondaires ou tertiaires indépendantes du sujet. Le texte peut contenir des analyses inexactes ou inédites de sources primaires.
Pour l'améliorer, ajoutez-en, ou placez des modèles {{Source secondaire souhaitée}} ou {{Source secondaire nécessaire}} sur les passages mal sourcés. (mars 2022)
Dans Lost Levels elle incarne pour la 1re fois le personnage de Gaea, nom qui deviendra par la suite son pseudo. Participant à plusieurs courts métrages, webséries et autres productions audiovisuelles d'Olydri Studio diffusés sur internet et à la télévision sur les chaînes Nolife, KZTV, elle incarne en 2008 le personnage de Gaea l'invocatrice, un des personnages principaux de la web-série Noob, puis le personnage d'Eve Bones dans la web-série WarpZone Project. Elle interprète également le personnage de Saly Asigar, héroïne de Néogicia, dans la trilogie Noob.
Assistante scénariste sur la web-série Noob et Warpzone Project, elle s'est aussi illustrée en tant que metteur en scène lors des spectacles organisés dans le cadre des avant-premières de la trilogie Noob. Elle complète l'univers transmédia de Noob créé par Fabien Fournier à travers le personnage de Gabrielle Jolivet, une youtubeuse en quête du buzz. Elle scénarise la bande-dessinée du Blog de Gaea aux éditions Olydri, aux côtés de Philippe Cardona au dessin et de Florence Torta à la couleur, ainsi que la bande dessinée WarpZone Apocalypse avec Lisa Di Martino au dessin et Florence Torta à la couleur et les lights novels WarpZone Project.

## Filmographie

### Actrice

#### Web-séries
- 2000 - 2006 : Final Quest : Elena
- 2002 - 2007 : Lost Levels : Gaea / Anna Dimichielli
- 2004 : Fungli-Stories 1 : Zelda
- 2005 : Syrial : Aska
- 2006 : Implacable : Fiancée du héros
- 2007 : Fungli-heroes : Peach
- 2007 : Phoenix : Laurence Twingo
- 2007 : Bioumen 5 : La dragueuse
- 2007 : Fungli-Heroes : Gally
- 2007 : Fungli-Stories 4 : Yoko
- 2008 : Les Epines : Brenda
- 2008 : Crossover : Athéna
- 2008 : Djeuns : La preneuse de son
- 2008 : Horizon 2.0 : La journaliste
- depuis 2008 : Noob : Gaea l'invocatrice
- depuis 2012 : WarpZone Project[5] : Eve Bones
- 2013 : Noob saison 6 : Saly Asigar
- 2018 : Flander's Company saison 5 : Mlle Jagger

Films
- 2015 : Noob : Le Conseil des Trois Factions
- 2016 : Noob : La Quête Légendaire
- 2017 : Noob : La Croisée des Destins
- 2020 : Noob : Les Donjons Éphémères
- 2025 : Noob : Les Arcanes Ultimes

## Spectacle

### Metteuse en scène
- 2015 : Show au Grand Rex à Paris pour l'avant-première du premier film tiré de Noob (saison 6), Le Conseil des trois factions
- 2016 : Show au Palais des Congrès de Toulon[6] pour l'avant-première du deuxième film de Noob (saison 7), La Quête légendaire
- 2016 : Show à Japan Expo Paris[7] avec la Flander's Compagny[8] intitulé le Floob Show[9]
- 2017 : Show au Grand Rex à Paris[10] pour l'avant-première du troisième film de Noob (saison 8), La Croisée des destins

### Doublage
- 2011 : Ce soir j'ai raid : voix off

## Publications

### Bandes dessinées
- Le Blog de Gaea, avec Philippe Cardona au dessin et Florence Torta aux couleurs, chez Olydri Éditions

1. 2016 : La Bourse ou la vie in game
2. 2017 : Au nom de la loi
3. 2018 : Horizon lointain
4. 2019 : Une journée en concert
5. 2022 : Gameroom Dancing

- WarpZone Apocalypse, avec Lisa Di Martino au dessin et Florence Torta aux couleurs, chez Olydri Éditions

1. 2021 : Rédemption

### Light novels
- WarpZone Project, avec Emmanuel Nhieu et Florence Torta au dessin, chez Olydri Éditions

1. 2018 : Tome 1
2. 2019 : Tome 2
3. 2021 : Tome 3

### Jeux vidéo
- Noob - Les Sans-Factions créé par Olydri et le studio Blackpixel sorti sur Steam en juin 2021[11].